# تشاه سنغك
تشاه سنغك (بالفارسية: چاه سنگک) هي قرية تقع في قسم جلغة تشاة هاشم الريفي (مقاطعة دلغان) في إيران. يقدر عدد سكانها بـ 186 نسمة بحسب إحصاء 2016.